# Eneco Tour 2013
9. edycja Eneco Tour odbyła się w dniach 12–18 sierpnia 2013 roku. Trasa tego siedmioetapowego wyścigu kolarskiego liczyła 1080,3 km ze startem w Koksijde i metą w Geraardsbergen.
Zwycięzcą został Zdeněk Štybar.

## Uczestnicy
Na starcie wyścigu stanęło 21 ekip. Wśród nich znalazło się dziewiętnaście ekip UCI World Tour 2013 oraz dwie inne zaproszone przez organizatorów.
W wyścigu udział wzięło dwóch Polaków Maciej Bodnar oraz Maciej Paterski, obaj w barwach ekipy Cannondale.
Lista drużyn uczestniczących w wyścigu:
| Numery  | Kod | Zespół                  |
| ------- | --- | ----------------------- |
| 1-8     | BEL | Belkin                  |
| 11-18   | BMC | BMC Racing Team         |
| 22-28   | OPQ | Omega Pharma-Quick Step |
| 31-38   | TST | Team Saxo-Tinkoff       |
| 41-48   | SKY | Sky Procycling          |
| 51-58   | VCD | Vacansoleil-DCM         |
| 61-68   | LBT | Lotto-Belisol           |
| 71-78   | RLT | RadioShack-Leopard      |
| 81-88   | AST | Astana Pro Team         |
| 91-98   | KAT | Team Katusha            |
| 101-108 | GRS | Garmin-Sharp            |

| Numery  | Kod | Drużyna             |
| ------- | --- | ------------------- |
| 111-118 | ARG | Argos-Shimano       |
| 121-128 | LAM | Lampre-Merida       |
| 131-138 | OGE | Orica-GreenEDGE     |
| 141-148 | CAN | Cannondale          |
| 151-158 | MOV | Movistar Team       |
| 161-168 | ALM | Ag2r-La Mondiale    |
| 171-178 | EUS | Euskaltel-Euskadi   |
| 181-188 | FDJ | FDJ                 |
| 191-198 | AJW | Accent.jobs-Wanty   |
| 201-208 | TSV | Topsport Vlaanderen |

## Przebieg trasy
| Etap | Data        | Trasa                           | Dystans  | Typ | Typ                        | Zwycięzca          | Lider         |
| ---- | ----------- | ------------------------------- | -------- | --- | -------------------------- | ------------------ | ------------- |
| 1    | 12 sierpnia | Koksijde > Ardooie              | 175,3 km |     | płaski                     | Mark Renshaw       | Mark Renshaw  |
| 2    | 13 sierpnia | Ardooie > Forest                | 176,9 km |     | płaski                     | Arnaud Démare      | Arnaud Démare |
| 3    | 14 sierpnia | Oosterhout > Brouwersdam        | 187,3 km |     | płaski                     | Zdeněk Štybar      | Arnaud Démare |
| 4    | 15 sierpnia | Essen > Vlijmen                 | 169,6 km |     | płaski                     | André Greipel      | Lars Boom     |
| 5    | 16 sierpnia | Sittard-Geleen > Sittard-Geleen | 13,2 km  |     | jazda indywidualna na czas | Sylvain Chavanel   | Lars Boom     |
| 6    | 17 sierpnia | Riemst > La Redoute             | 150 km   |     | pagórkowaty                | David López García | Tom Dumoulin  |
| 7    | 18 sierpnia | Tienen > Geraardsbergen         | 208 km   |     | pagórkowaty                | Zdeněk Štybar      | Zdeněk Štybar |

### Etap 1 – 12.08: Koksijde > Ardooie, 175,3 km
| #  | Zawodnik        | Zespół | Czas       |
| -- | --------------- | ------ | ---------- |
| 1  | Mark Renshaw    | BEL    | 4h 01' 14" |
| 2  | André Greipel   | LTB    | + 2"       |
| 3  | Giacomo Nizzolo | RLT    | + 2"       |
|    |                 |        |            |
| 62 | Maciej Bodnar   | CAN    | + 2"       |
| 73 | Maciej Paterski | CAN    | + 2"       |

| #  | Zawodnik        | Zespół | Czas       |
| -- | --------------- | ------ | ---------- |
| 1  | Mark Renshaw    | BEL    | 4h 01' 14" |
| 2  | André Greipel   | LTB    | + 6"       |
| 3  | Pieter Jacobs   | TSV    | + 7"       |
|    |                 |        |            |
| 9  | Maciej Bodnar   | CAN    | + 11"      |
| 74 | Maciej Paterski | CAN    | + 12"      |

### Etap 2 – 13.08: Ardooie > Vorst, 176,9 km
| #  | Zawodnik         | Zespół | Czas       |
| -- | ---------------- | ------ | ---------- |
| 1  | Arnaud Démare    | FDJ    | 4h 03' 34" |
| 2  | Philippe Gilbert | BMC    | + 0"       |
| 3  | Tyler Farrar     | GRS    | + 0"       |
|    |                  |        |            |
| 65 | Maciej Bodnar    | CAN    | + 12"      |
| 66 | Maciej Paterski  | CAN    | + 12"      |

| #  | Zawodnik         | Zespół | Czas       |
| -- | ---------------- | ------ | ---------- |
| 1  | Arnaud Démare    | FDJ    | 8h 04' 40" |
| 2  | Mark Renshaw     | BEL    | + 3"       |
| 3  | Philippe Gilbert | BMC    | + 4"       |
|    |                  |        |            |
| 38 | Maciej Bodnar    | CAN    | + 21"      |
| 55 | Maciej Paterski  | CAN    | + 22"      |

### Etap 3 – 14.08: Oosterhout > Brouwersdam, 187,3 km
| #  | Zawodnik            | Zespół | Czas       |
| -- | ------------------- | ------ | ---------- |
| 1  | Zdeněk Štybar       | OPQ    | 4h 14' 00" |
| 2  | Maximiliano Richeze | LAM    | + 0"       |
| 3  | Lars Boom           | BEL    | + 0"       |
|    |                     |        |            |
| 53 | Maciej Paterski     | CAN    | + 2"       |
| 74 | Maciej Bodnar       | CAN    | + 2"       |

| #  | Zawodnik        | Zespół | Czas        |
| -- | --------------- | ------ | ----------- |
| 1  | Arnaud Démare   | FDJ    | 12h 18' 42" |
| 2  | Lars Boom       | BEL    | + 1"        |
| 3  | Zdeněk Štybar   | OPQ    | + 3"        |
|    |                 |        |             |
| 39 | Maciej Bodnar   | CAN    | + 21"       |
| 52 | Maciej Paterski | CAN    | + 22"       |

### Etap 4 – 15.08: Essen > Vlijmen, 169,6 km
| #   | Zawodnik        | Zespół | Czas       |
| --- | --------------- | ------ | ---------- |
| 1   | André Greipel   | LTB    | 3h 47' 36" |
| 2   | Giacomo Nizzolo | RLT    | + 0"       |
| 3   | Lars Boom       | BEL    | + 0"       |
|     |                 |        |            |
| 121 | Maciej Bodnar   | CAN    | + 1' 46"   |
| 153 | Maciej Paterski | CAN    | + 4' 50"   |

| #   | Zawodnik        | Zespół | Czas        |
| --- | --------------- | ------ | ----------- |
| 1   | Lars Boom       | BEL    | 16h 06' 15" |
| 2   | André Greipel   | LTB    | + 1"        |
| 3   | Arnaud Démare   | FDJ    | + 3"        |
|     |                 |        |             |
| 93  | Maciej Bodnar   | CAN    | + 2' 10"    |
| 128 | Maciej Paterski | CAN    | + 5' 15"    |

### Etap 5 – 16.08:  Sittard-Geleen > Sittard-Geleen, 13,2 km
| #  | Zawodnik         | Zespół | Czas     |
| -- | ---------------- | ------ | -------- |
| 1  | Sylvain Chavanel | OPQ    | 16' 04"  |
| 2  | Tom Dumoulin     | ARG    | + 4"     |
| 3  | Jesse Sergent    | RLT    | + 4"     |
|    |                  |        |          |
| 26 | Maciej Bodnar    | CAN    | + 39"    |
| 77 | Maciej Paterski  | CAN    | + 1' 13" |

| #   | Zawodnik         | Zespół | Czas        |
| --- | ---------------- | ------ | ----------- |
| 1   | Lars Boom        | BEL    | 16h 22' 39" |
| 2   | Sylvain Chavanel | OPQ    | + 4"        |
| 3   | Tom Dumoulin     | ARG    | + 8"        |
|     |                  |        |             |
| 78  | Maciej Bodnar    | CAN    | + 2' 29"    |
| 123 | Maciej Paterski  | CAN    | + 6' 08"    |

### Etap 6 – 17.08:  Riemst > La Redoute, 150 km
| #  | Zawodnik           | Zespół | Czas       |
| -- | ------------------ | ------ | ---------- |
| 1  | David López García | SKY    | 3h 51' 00" |
| 2  | Zdeněk Štybar      | OPQ    | + 2"       |
| 3  | Maciej Paterski    | CAN    | + 2"       |
|    |                    |        |            |
| 94 | Maciej Bodnar      | CAN    | + 16' 47"  |

| #  | Zawodnik        | Zespół | Czas        |
| -- | --------------- | ------ | ----------- |
| 1  | Tom Dumoulin    | ARG    | 20h 14' 01" |
| 2  | Zdeněk Štybar   | OPQ    | + 8"        |
| 3  | Andrij Hrywko   | AST    | + 23"       |
|    |                 |        |             |
| 38 | Maciej Paterski | CAN    | + 5' 54"    |
| 78 | Maciej Bodnar   | CAN    | + 19' 05"   |

### Etap 7 – 18.08:  Tienen > Geraardsbergen, 208 km
| #  | Zawodnik        | Zespół | Czas       |
| -- | --------------- | ------ | ---------- |
| 1  | Zdeněk Štybar   | OPQ    | 5h 00' 03" |
| 2  | Ian Stannard    | SKY    | + 4"       |
| 3  | Lars Boom       | BEL    | + 12"      |
|    |                 |        |            |
| 14 | Maciej Paterski | CAN    | + 29"      |
| 17 | Maciej Bodnar   | CAN    | + 29"      |

| #  | Zawodnik        | Zespół | Czas        |
| -- | --------------- | ------ | ----------- |
| 1  | Zdeněk Štybar   | OPQ    | 25h 14' 05" |
| 2  | Tom Dumoulin    | ARG    | + 26"       |
| 3  | Andrij Hrywko   | AST    | + 50"       |
|    |                 |        |             |
| 26 | Maciej Paterski | CAN    | + 6' 24"    |
| 49 | Maciej Bodnar   | CAN    | + 19' 35"   |

## Liderzy klasyfikacji po etapach
| Etap                 | Zwycięzca            | Klasyfikacja generalna | Klasyfikacja punktowa | Klasyfikacja kombinowana | Klasyfikacja drużynowa  |
| -------------------- | -------------------- | ---------------------- | --------------------- | ------------------------ | ----------------------- |
| 1                    | Mark Renshaw         | Mark Renshaw           | Mark Renshaw          | Laurens De Vreese        | Belkin Pro Cycling Team |
| 2                    | Arnaud Démare        | Arnaud Démare          | Taylor Phinney        | Laurens De Vreese        | FDJ                     |
| 3                    | Zdeněk Štybar        | Arnaud Démare          | André Greipel         | Laurens De Vreese        | FDJ                     |
| 4                    | André Greipel        | Lars Boom              | André Greipel         | Laurens De Vreese        | Omega Pharma-Quick Step |
| 5                    | Sylvain Chavanel     | Lars Boom              | André Greipel         | Laurens De Vreese        | Omega Pharma-Quick Step |
| 6                    | David López García   | Tom Dumoulin           | André Greipel         | Laurens De Vreese        | RadioShack-Leopard      |
| 7                    | Zdeněk Štybar        | Zdeněk Štybar          | Lars Boom             | Laurens De Vreese        | Omega Pharma-Quick Step |
| Klasyfikacje końcowe | Klasyfikacje końcowe | Zdeněk Štybar          | Lars Boom             | Laurens De Vreese        | Omega Pharma-Quick Step |

## Klasyfikacje końcowe

### Klasyfikacja generalna
|    | Zawodnik         | Zespół                  | Czas        |
| -- | ---------------- | ----------------------- | ----------- |
| 1  | Zdeněk Štybar    | Omega Pharma-Quick Step | 25h 14' 05" |
| 2  | Tom Dumoulin     | Argos-Shimano           | + 26″       |
| 3  | Andrij Hrywko    | Astana Pro Team         | + 50″       |
| 4  | Jan Bakelants    | RadioShack-Leopard      | + 55″       |
| 5  | Daryl Impey      | Orica-GreenEDGE         | + 55″       |
| 6  | Sylvain Chavanel | Omega Pharma-Quick Step | + 1' 20"    |
| 7  | Wilco Kelderman  | Belkin Pro Cycling Team | + 1' 32"    |
| 8  | Pieter Weening   | Orica-GreenEDGE         | + 1' 34"    |
| 9  | Maksim Iglinski  | Astana Pro Team         | + 2' 07"    |
| 10 | Maxime Monfort   | RadioShack-Leopard      | + 2' 14"    |
|    |                  |                         |             |
| 26 | Maciej Paterski  | Cannondale              | + 6' 24"    |
| 49 | Maciej Bodnar    | Cannondale              | + 19' 35"   |

|    | Zawodnik        | Zespół                  | Punkty |
| -- | --------------- | ----------------------- | ------ |
| 1  | Lars Boom       | Belkin Pro Cycling Team | 100    |
| 2  | André Greipel   | Lotto-Belisol           | 99     |
| 3  | Zdeněk Štybar   | Omega Pharma-Quick Step | 85     |
| 4  | Giacomo Nizzolo | RadioShack-Leopard      | 66     |
| 5  | Tom Dumoulin    | Argos-Shimano           | 56     |
|    |                 |                         |        |
| 14 | Maciej Paterski | Cannondale              | 25     |
| 45 | Maciej Bodnar   | Cannondale              | 3      |

|   | Zawodnik          | Zespół              | Punkty |
| - | ----------------- | ------------------- | ------ |
| 1 | Laurens De Vreese | Topsport Vlaanderen | 66     |
| 2 | Mathew Hayman     | Sky Procycling      | 36     |
| 3 | Pieter Jacobs     | Topsport Vlaanderen | 30     |
| 4 | Tim Declercq      | Topsport Vlaanderen | 28     |
| 5 | Pim Ligthart      | Vacansoleil-DCM     | 25     |
|   |                   |                     |        |
| 8 | Maciej Paterski   | Cannondale          | 20     |

|   | \| \| Zespół \| Czas \| \| - \| ----------------------- \| ----------- \| \| 1 \| Omega Pharma-Quick Step \| 75h 46' 08" \| \| 2 \| Orica-GreenEDGE \| + 1' 39" \| \| 3 \| RadioShack-Leopard \| + 3' 05" \| \| 4 \| Vacansoleil-DCM \| + 7' 41" \| \| 5 \| BMC Racing Team \| + 13' 02" \| |             |
|   | Zespół | Czas        |
| 1 | Omega Pharma-Quick Step | 75h 46' 08" |
| 2 | Orica-GreenEDGE | + 1' 39"    |
| 3 | RadioShack-Leopard | + 3' 05"    |
| 4 | Vacansoleil-DCM | + 7' 41"    |
| 5 | BMC Racing Team | + 13' 02"   |